# Gran Premio Città di Camaiore 1996
Il Gran Premio Città di Camaiore 1996, quarantasettesima edizione della corsa, si svolse il 7 agosto 1996 su un percorso di 209,5 km, con partenza e arrivo a Camaiore. La vittoria fu appannaggio dell'italiano Alberto Elli, che completò il percorso in 4h46'42", alla media di 43,844 km/h, precedendo i connazionali Paolo Fornaciari e Alessandro Baronti.

## Ordine d'arrivo (Top 10)
| Pos. | Corridore            | Squadra                           | Tempo    |
| ---- | -------------------- | --------------------------------- | -------- |
| 1    | Alberto Elli         | MG Maglificio-Technogym           | 4h46'42" |
| 2    | Paolo Fornaciari     | Saeco-Estro-AS Juvenes San Marino | a 0'22"  |
| 3    | Alessandro Baronti   | Panaria-Vinavil                   | s.t.     |
| 4    | Massimo Podenzana    | Carrera Jeans                     | s.t.     |
| 5    | Andrea Tafi          | Mapei-GB                          | a 0'30"  |
| 6    | Michele Bartoli      | MG Maglificio-Technogym           | s.t.     |
| 7    | Vjačeslav Džavanjan  | Roslotto-ZG Mobili                | s.t.     |
| 8    | Gianni Faresin       | Panaria-Vinavil                   | s.t.     |
| 9    | Alessandro Calzolari | Mapei-GB                          | s.t.     |
| 10   | Alessio Galletti     | Panaria-Vinavil                   | s.t.     |